# 鳥山精俊
鳥山 精俊（とりやま きよとし）は、安土桃山時代から江戸時代初期にかけての武将・旗本。三河国代官を務めた。

## 生涯
鳥山氏は『寛政重修諸家譜』では清和源氏新田氏庶流とされている。
天正元年（1573年）、鳥山与七郎の次男として誕生。父は松平義春に仕え、兄・精信は小笠原氏に仕えていた。天正3年（1575年）父と分かれて出家していたが、後に還俗して西三河東条に住んでいたという。その後、徳川家康に仕えた。
天正18年（1590年）徳川氏の関東移封に従って所領を与えられたが故あってこれを固辞し三河へ戻った。慶長5年（1600年）関ヶ原の戦いの際には三河吉田で家康軍に合流して再出仕し、慶長6年（1601年）三河代官に任じられた。
嫡男・正勝がいたが病弱であったために嗣子に立てられず、兄・精信の子である精明が婿養子として相続した。以後鳥山氏は、精明-精元-精永と4代に渡って三河代官を務めた。